# Maja Michailowna Plissezkaja

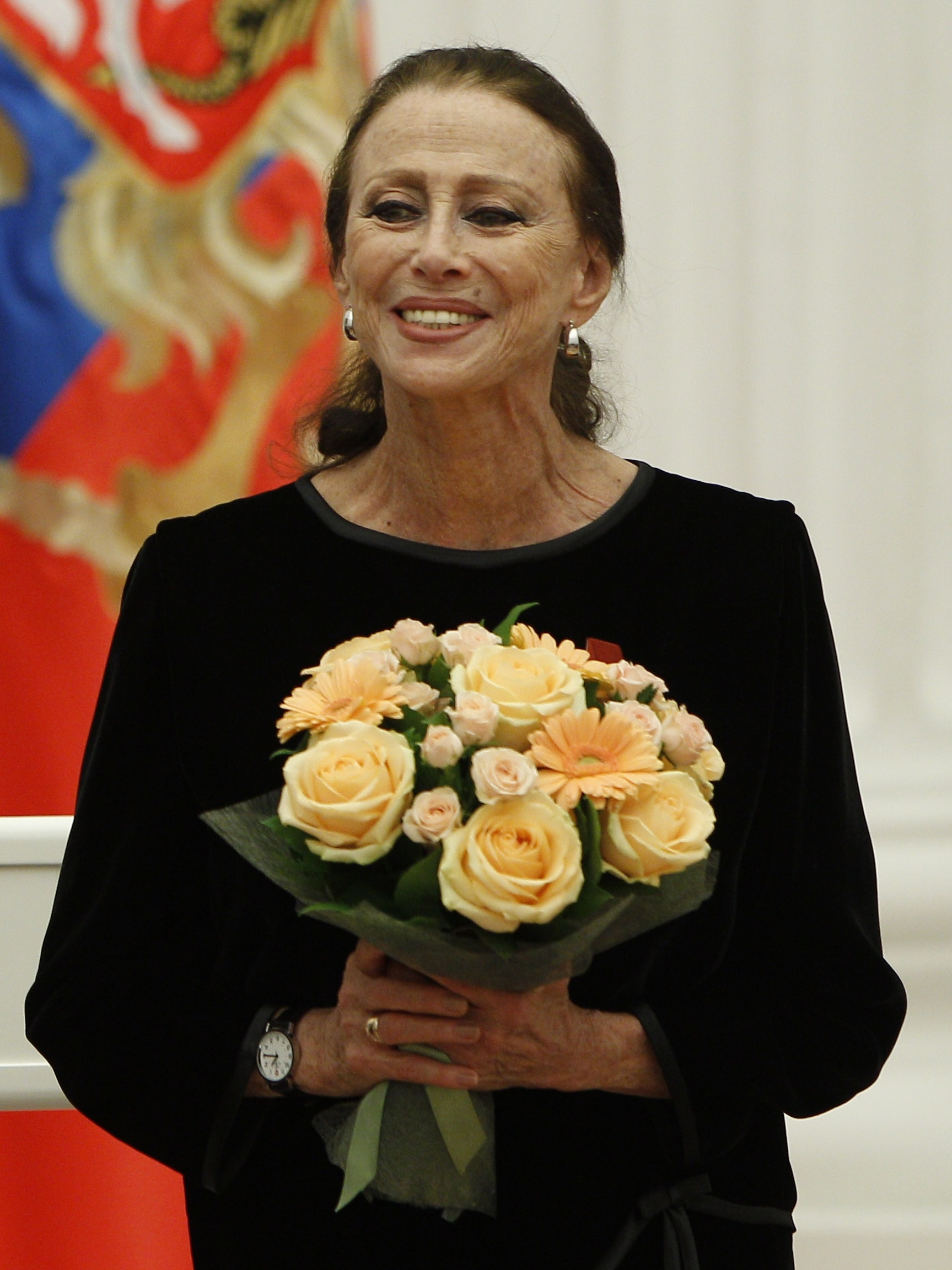
Maja Plissezkaja (2011)

Maja Michailowna Plissezkaja (russisch Майя Михайловна Плисецкая, wiss. Transliteration Majja Michajlovna Pliseckaja; * 20. November 1925 in Moskau, Sowjetunion; † 2. Mai 2015 in München) war eine sowjetische und russische Primaballerina und Choreografin und eine der erfolgreichsten Balletttänzerinnen weltweit.

## Leben

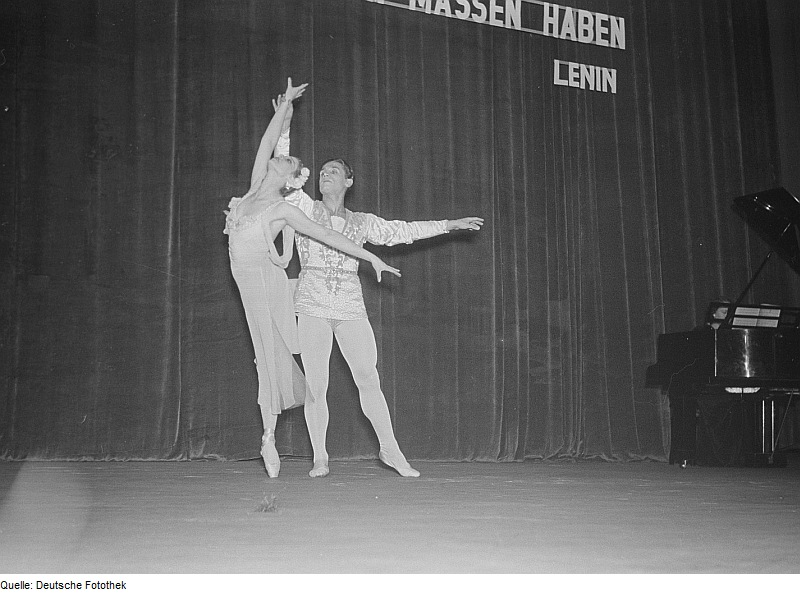
Maja Plissezkaja mit Juri Kondratow während eines Gastspiels am 28. Nov. 1951 in Leipzig

Maja Plissezkaja entstammte einer russisch-jüdischen Ballettfamilie. Ihr Onkel Asaf Messerer war ein bekannter Ballettlehrer, der das frühe sowjetische Ballett maßgeblich durch seine Schüler beeinflusste. Ihre Tante Sulamith Messerer war zuvor ebenfalls Primaballerina des Bolschoi-Balletts und reiste noch im Alter von 81 Jahren als Ballettlehrerin um die Welt.

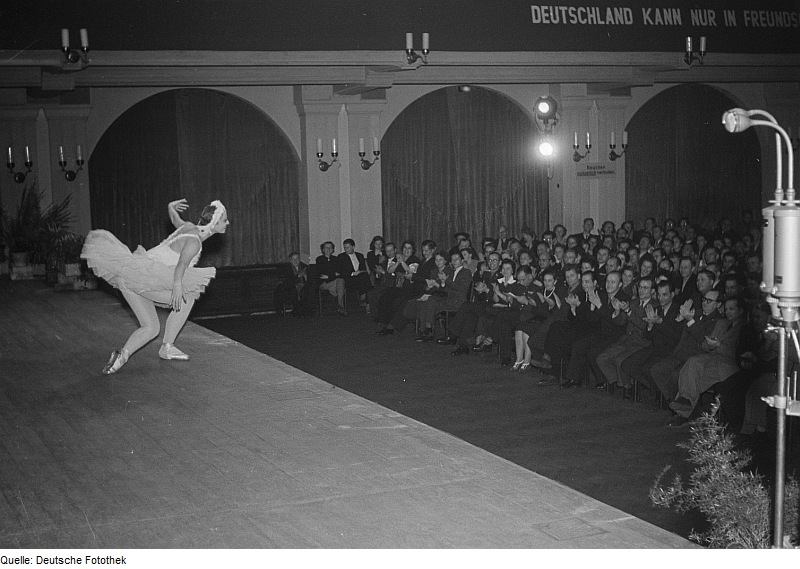
Maja Plissezkaja,
Schlussapplaus in der Kongresshalle Leipzig, 1951

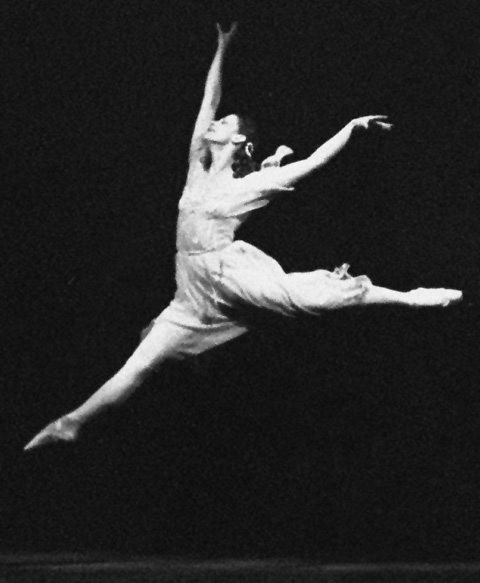
Maja Plissezkaja, Romeo und Julia, 1961

Die Mutter von Maja Plissezkja, Rachil Messerer (1902–1993) stammte aus Vilnius und war Schauspielerin in Stumm- und Tonfilmen; ihr Vater Michail Plissezki, geboren 1899 in Gomel, arbeitete zunächst im Kommissariat für auswärtige Angelegenheiten und Handel des Allrussischen Zentralen Exekutivkomitees und wurde 1932 Leiter der Kohleminengesellschaft Arktikugol in Barentsburg auf Spitzbergen. Dort übte er auch die Funktion eines Generalkonsuls aus. 1936 ging die Familie nach Moskau zurück.
Die Jugendjahre der Plissezkaja waren vom Stalinismus geprägt. Ihr Vater wurde am 30. April 1937 verhaftet und Anfang 1938 hingerichtet. Detaillierte Informationen über seinen Verbleib erlangte die Familie erst 1989. Auch ihre Mutter wurde verhaftet und ins Lager Alschir, das Akmola-Lager für Ehefrauen von Vaterlandsverrätern verbracht. Bis 1940 wurde Maja Plissezkaja von ihrer Tante Sulamith betreut.
Die familiären Probleme mit dem Regime sorgten dafür, dass die spätere Primaballerina des Bolschoi-Balletts ihre Compagnie zunächst nicht auf Tourneen ins nichtsozialistische Ausland begleiten durfte. Seit 1943 war sie Mitglied im Ballettensemble des Bolschoi-Theaters, das nach dem Zweiten Weltkrieg auch im Ausland gastierte, doch erst 1959, im Alter von 34 Jahren, ging sie mit dem Bolschoi-Ballett zum ersten Mal auf eine USA-Tournee.
Der sterbende Schwan war ihre Glanzrolle, die sie mehrere tausend Male tanzte. Im In- und Ausland galt sie als die definitive Nachfolgerin der legendären Anna Pawlowa. Die größten Choreografen inszenierten sie, unter ihnen Roland Petit und Maurice Béjart. Maja Plissezkaja tanzte über sechs Jahrzehnte und ihre Karriere währte damit für eine Balletttänzerin außergewöhnlich lang. Ihre letzte Vorstellung gab sie 1996 im Alter von 71 Jahren.
Maja Plissezkaja war seit 1958 mit dem Komponisten Rodion Schtschedrin verheiratet, für dessen Ballettmusiken sie mehrfach die Choreografien entwickelte. Das Paar lebte zuletzt in Moskau und München. Am 2. Mai 2015 verstarb Maja Plissezkaja in München an einem Herzinfarkt.
Am 20. November 2016, ihrem 91. Geburtstag, wurde die auf Initiative von Waleri Gergijew vom Bildhauer Wiktor Mitroschin geschaffene Statue „Plissezkaja-Carmen“, die die Tänzerin in einer ihrer Paraderollen zeigt, in einer Parkanlage der Bolschaja-Dmitrowka-Straße in der Nähe des Bolschoi-Theaters eingeweiht.

## Eigene Choreografien
- Anna Karenina nach Tolstoi, Musik von Rodion Schtschedrin, 1972
- Die Möwe nach Tschechow, Musik von Rodion Schtschedrin, 1980
- Die Dame mit dem Hündchen nach Tschechow, Musik von Rodion Schtschedrin, 1985

## Auszeichnungen
Maja Plissezkaja erhielt während und nach ihrer Karriere zahlreiche in- und ausländische Ehrungen. So wurde sie nicht nur Professorin ehrenhalber an der Pariser Sorbonne (seit 1987) und an der Moskauer Lomonossow-Universität (seit 1993), Ehrendoktorin der Ungarischen Tanzakademie
in Budapest sowie seit 2008 Mitglied der Internationalen Akademie der Natur- und Gesellschaftswissenschaften (Armenischer Zweig), sondern sie wurde auch vielfach ausgezeichnet – so z. B. mit dem Russischen Ballettpreis Seele des Tanzes in der Kategorie „Legende“ oder dem litauischen Barbora-Radvilaitė-Orden. Weitere ihr verliehene Preise und Orden sind:
- Volkskünstlerin der RSFSR (1956)
- Volkskünstlerin der UdSSR (1959)
- Anna-Pawlowa-Preis (1962)[6]
- Leninpreis (1964)
- Leninorden (1967, 1976 und 1985)
- Jubiläumsmedaille „Zum Gedenken an den 100. Geburtstag von Wladimir Iljitsch Lenin“ (1970)

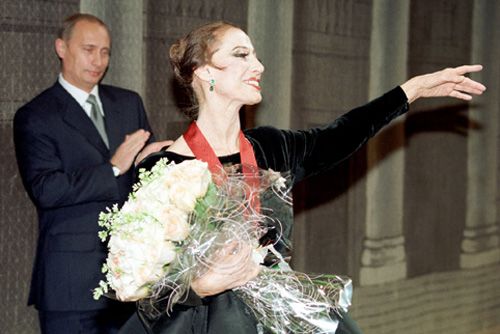
Maja Plissezkaja erhält einen Staatspreis von Wladimir Putin, 2000

- Ordre des Arts et des Lettres (1984)
- Heldin der Sozialistischen Arbeit (1985)
- Ritter der französischen Ehrenlegion (1986)
- Orden de Isabel la Católica (1991)
- Goldmedaille für Verdienste für die Kunst (1991)[7]
- Verdienstorden für das Vaterland, 3. Klasse (1995)
- Verdienstorden für das Vaterland, 2. Klasse (2000)
- Orden für Verdienste um Litauen (2003)
- Prinz-von-Asturien-Preis für Kunst (2005)
- Praemium Imperiale (2006)[8]
- Verdienstorden für das Vaterland, 1. Klasse (2006)[9]
- Gloria-Artis-Medaille für kulturelle Verdienste, Polen (2008)
- Vittorio De Sica Award, Italien (2009)[10]
- Orden der Aufgehenden Sonne, 3. Klasse (2011)[11]
- Offizier der französischen Ehrenlegion (2012)
- Verdienstorden für das Vaterland, 4. Klasse (2010)